# Безигхайм
Безигхайм (нем. Besigheim), ранее Безиггейм, в средние века Бассинхейм — город в Германии, в земле Баден-Вюртемберг.

## История
Ранее Безиггейм, окружной город в Некарском округе Вюртемберга, при впадении реки Энц в Некар. Находился на месте бывшего Castrum Valerianum (Каструм (лагерь) Валерьяна), построенного императором Пробом, с 1153 года принадлежал к Баденскому герцогству, а в 1595 году был присоединён к Вюртембергу. Впоследствии находился на линии Битиггейм-Ягстфельд-Нижненекарской железной дороги, в 24 км к северу от Штутгарта. На 1891 год имелось две гимназии (мужская и женская), ремесленное училище, различные фабрики и три мельницы. На 1890 год имелось до 2 706 жителей, занимающихся сельским хозяйством и виноделием. 
Сейчас город подчинён административному округу Штутгарт. Входит в состав района Людвигсбург. Население составляет 12 627 человек (на 31 декабря 2018 года). Занимает площадь 16,83 км². Официальный код — 08 1 18 007.